# Ascoliocerus
Ascoliocerus is een geslacht van kevers uit de familie  
kniptorren (Elateridae).
Het geslacht is voor het eerst wetenschappelijk beschreven in 1930 door Méquignon.

## Soorten
Het geslacht omvat de volgende soorten:
- Ascoliocerus barbatus (J. R. Sahlberg, 1887)
- Ascoliocerus basalis (Motschulsky, 1859)
- Ascoliocerus fluviatilis (Lewis, 1894)
- Ascoliocerus kurilensis (Gurjeva, 1972)
- Ascoliocerus sanborni (Horn, 1871)
- Ascoliocerus saxatilis (Lewis, 1894)